# Sabrina Spellman
Sabrina Spellman – postać fikcyjna, nastoletnia czarownica żyjąca w Stanach Zjednoczonych, bohaterka serii komiksów, książek, seriali telewizyjnych i filmów.
Sabrina jest amerykańską nastolatką mieszkającą w fikcyjnej miejscowości Greendale, wraz z ciotkami Hildą i Zeldą oraz magicznym kotem Salemem. Jest w połowie śmiertelniczką, a w połowie czarownicą.

## Komiksy
Postać została stworzona przez – pracujących dla wydawnictwa Archie Comics – scenarzystę George’a Gladira i rysownika Dana DeCarlo. Po raz pierwszy pojawiła się w magazynie komiksowym Archie’s Mad House #22 (październik 1962). W 1971 doczekała się własnej serii komiksowej Sabrina, nastoletnia czarownica, publikowanej do 1983 (77 zeszytów), następnie dwukrotnie wznawianej – w latach 1997–1999 (32 zeszyty) oraz 2000–2009 (104 zeszyty). Pojawiała się także w seriach komiksowych Afterlife with Archie (od 2013) oraz Archie vs. Predator (2015). Od 2014 publikowana jest seria Chilling Adventures of Sabrina. Spellman jest również bohaterką kilkudziesięciu książek dla młodzieży.

## Seriale
Sabrina Spellman dość szybko zaczęła pojawiać się w serialach animowanych – w latach 1968–1969 w The Archie Show, w 1971 doczekała się 31-odcinkowego serialu Sabrina, nastoletnia czarownica, zaś sześć lat później pojawiała się w The New Archie and Sabrina Hour. We wszystkich tych produkcjach głosu bohaterce użyczyła Jane Webb.
W 1996 telewizja ABC rozpoczęła nadawanie sitcomu Sabrina, nastoletnia czarownica, w którym w rolę głównej bohaterki wcieliła się Melissa Joan Hart. Serial doczekał się siedmiu serii nadawanych do 2003 (163 odcinki). W 1996 wyprodukowany został również film telewizyjny Sabrina, nastoletnia czarownica, który doczekał się dwóch sequeli: Sabrina jedzie do Rzymu (1998) i Sabrina – Podwodna przygoda (1999). We wszystkich filmach w roli głównej bohaterki, nazywanej tu Sabrina Sawyer, wystąpiła Hart.

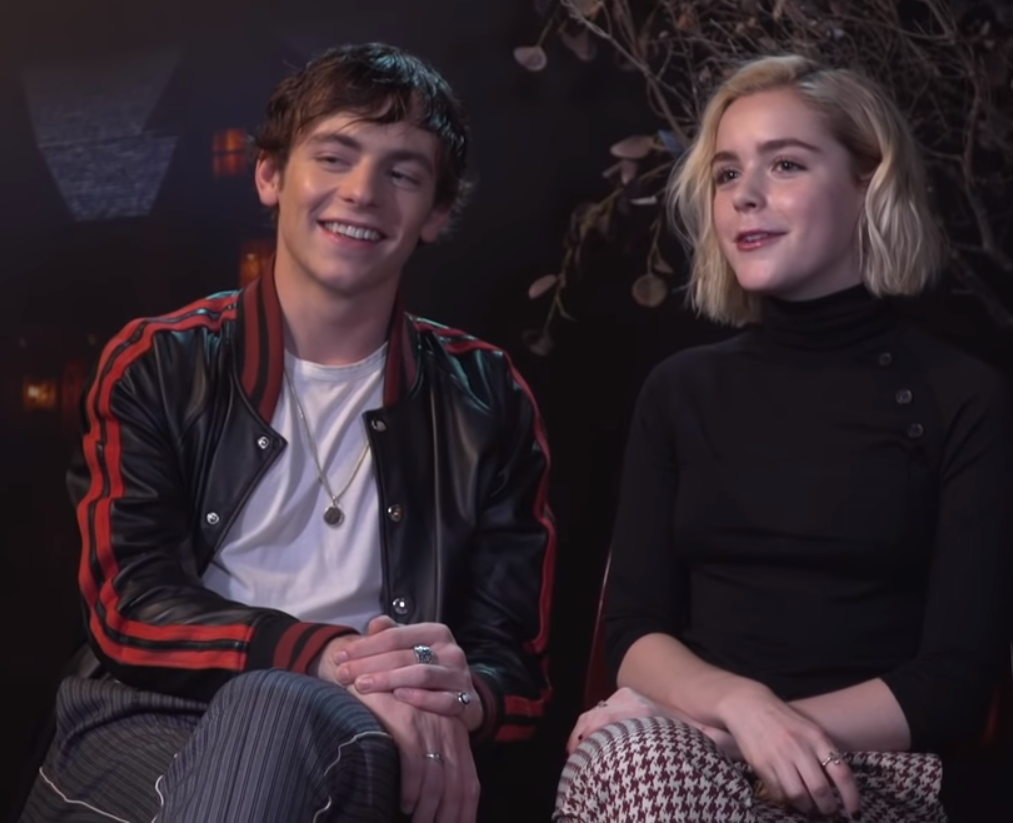
Sabrina (Kiernan Shipka) i jej chłopak Harvey Kinkle (Ross Lynch)

Od 1999 emitowany był serial animowany Sabrina o przygodach 12-letniej Sabriny. W 65 odcinkach nadawanych do 2001 głosu bohaterce użyczała Emily Hart, młodsza siostra Melissy. Kontynuacją serii był pełnometrażowy film animowany z 2002 pt. Sabrina the Teenage Witch in Friends Forever, którego sequelem był kolejny serial animowany Sabrina’s Secret Life (2003, 13 odcinków). W obu tych produkcjach główna bohaterka była dubbingowana przez Britt McKillip.
W latach 2013–2014 w animowanym serialu 3D Sabrina, sekrety nastoletniej czarownicy głosu bohaterce użyczała Ashley Tisdale.
W 2018 pojawił się nowy, bardziej mroczny, serial aktorski Chilling Adventures of Sabrina, wyprodukowany przez Netflix, w którym w rolę Spellman wciela się Kiernan Shipka, jego producentem został Roberto Aguirre-Sacasa, twórca serialu Riverdale, którego akcja rozgrywa się w tym samym uniwersum opartym na komiksach Archie Comics.